# Fadenkamp
Fadenkamp är ett berg i Österrike.   Det ligger i distriktet Liezen och förbundslandet Steiermark, i den östra delen av landet, 110 km sydväst om huvudstaden Wien. Toppen på Fadenkamp är 1 640 meter över havet. Fadenkamp ingår i Kräuterin.
Terrängen runt Fadenkamp är kuperad norrut, men söderut är den bergig. Runt Fadenkamp är det ganska glesbefolkat, med 48 invånare per kvadratkilometer.. Närmaste större samhälle är Mariazell, 19,2 km öster om Fadenkamp. 
I omgivningarna runt Fadenkamp växer i huvudsak blandskog.